# Sarah Loguen Fraser
Sarah Marinda Loguen Fraser, sobrenome de solteira Loguen, (29 de janeiro de 1850 – 9 de abril de 1933) foi uma médica e pediatra. Fraser era filha de Jermain Wesley Loguen, um conhecido abolicionista que havia fugido da escravidão. 
Como a casa de seu pai em Syracuse se tornou um importante ponto de paragem na chamada underground railroad, eventualmente sendo o abrigo de aproximadamente 1.500 escravos fugitivos em seu caminho para a liberdade no Canadá, Sarah ganhou experiência desde jovem em ajudar a tratar os ferimentos e doenças dos quais eles sofriam em decorrência da escravidão ou da fuga. Ela decidiu ser médica quando viu um menino preso sob uma carroça, jurando "Eu jamais verei um ser humano precisando de ajuda de novo sem ser capaz de ajudar." Sua matrícula na faculdade de medicina em 1873 foi celebrada por um jornal local de Syracuse que escreveu "Isso é o direito das mulheres na direção certa, e nós cordialmente desejamos à estimável jovem moça todo o sucesso no exercício da profissão de sua escolha".
Em 1876, se tornou a primeira mulher a se formar Doutora em Medicina pela Faculdade de Medicina da Universidade de Syracuse e acredita-se que seja apenas a quarta mulher Afro-americana a se tornar uma médica licenciada nos Estados Unidos, a segunda no estado de Nova Iorque e a primeira a se formar em uma faculdade de medicina coeducacional. Ela foi estagiária em clínicas de pediatria e obstetrícia na Filadélfia e em Boston antes de abrir seu próprio consultório em Washington, DC.
Quando estava em Washington, ela conheceu, e depois em 1882 se casou com Dr. Charles Fraser, um farmacêutico. Ela se mudou para a sua casa em Puerto Plata na República Dominicana onde se tornou a primeira médica mulher do país e, como a renda do seu marido era suficiente para a família, foi capaz de oferecer tratamento de graça aos pobres. Por lei, porém, Sarah só era autorizada a tratar mulheres e crianças na República Dominicana devido ao seu gênero.
Quando seu marido faleceu em 1894, Sarah descobriu que a tarefa de administrar sua farmácia e plantação, além de tentar continuar seu trabalho médico, era grande demais. Portanto, ela vendeu tudo e voltou para os Estados Unidos com sua filha, Gregoria (nascida em 1883), onde descobriu que não poderia fundar o consultório particular que queria ou matricular sua filha nas escolas que desejava devido à crescente discriminação e às políticas segregacionistas que foram instaladas desde o período da reconstrução. Ela matriculou a filha em uma escola em Paris e quando voltou para a América praticou medicina pediátrica na sua casa em Syracuse e foi mentora de parteiras negras. Mais tarde, ela se mudou para Washington DC para ficar com sua irmã Amelia.
Quando Sarah Fraser faleceu em 1933, a República Dominicana declarou um período de nova dias de luto nacional com bandeiras a meio mastro. Um pequeno parque em Syracuse homenageia a família Loguen e a Creche da Faculdade de Medicina do Norte do Estado de Nova Iorque tem o nome de Sarah. Dr. Fraser está enterrada no cemitério Lincoln Memorial Cemetery em Suitland, Maryland.